# Марка (морська справа)

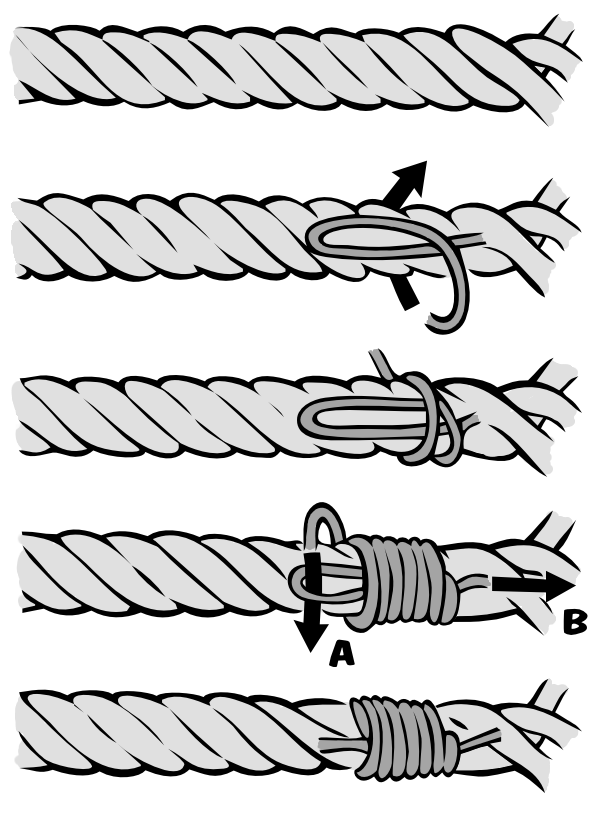
Послідовність виконання

Ма́рка — накладка, оплітка з кількох шлагів каболки на кінці троса для запобігання його розплітанню, для закріплення нерозпущеної частини троса при в'язанні кнопів і для інших цілей. Буває проста і самозатяжна.
Для накладення самозатяжної марки кладуть каболку або шкімушку уздовж троса і відразу ж щільно притискають її шлагом, накладаючи подальші шлаги у напрямку до кінця троса. Не доходячи до кінця троса, шлаги кладуть не туго, притримуючи їх швайкою чи рукою якомога тугіше; кінець шкімушки просилюють у зворотний бік під шлаги. Потім підтягують вручну шлаги і, потягнувши за кінець шкімушку, обрізають її. Таким чином обидва кінці шкімушки залишаються всередині марки, що надає їй велику міцність.

Накладання простої марки
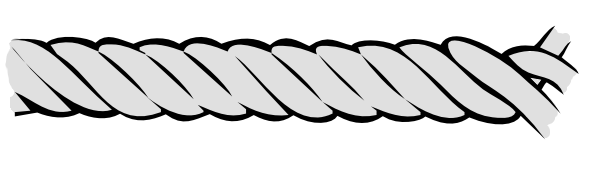
Трос без марки
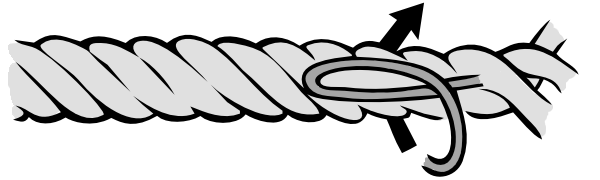
Накладення довгої петлі на кінець
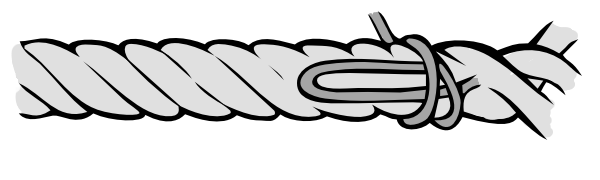
Покриття петлі шлагами
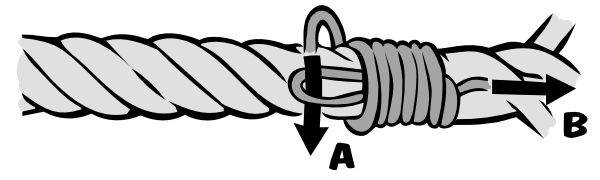
Просилювання ходового кінця в петлю
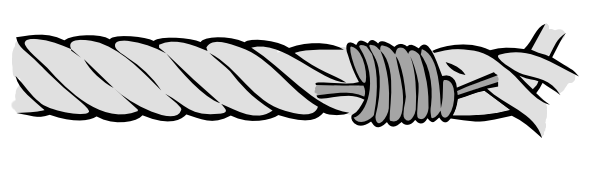
Закріплення

## Інші значення
- Марка — позначка на снасті, що показує, докуди її можна травити чи вибирати.
- Марка — позначка на якірному ланцюзі, що уможливлює судити про те, скільки витравлено змичок якірного ланцюга чи скільки їх залишилося у воді за бортом.